# Pitón (mitología)

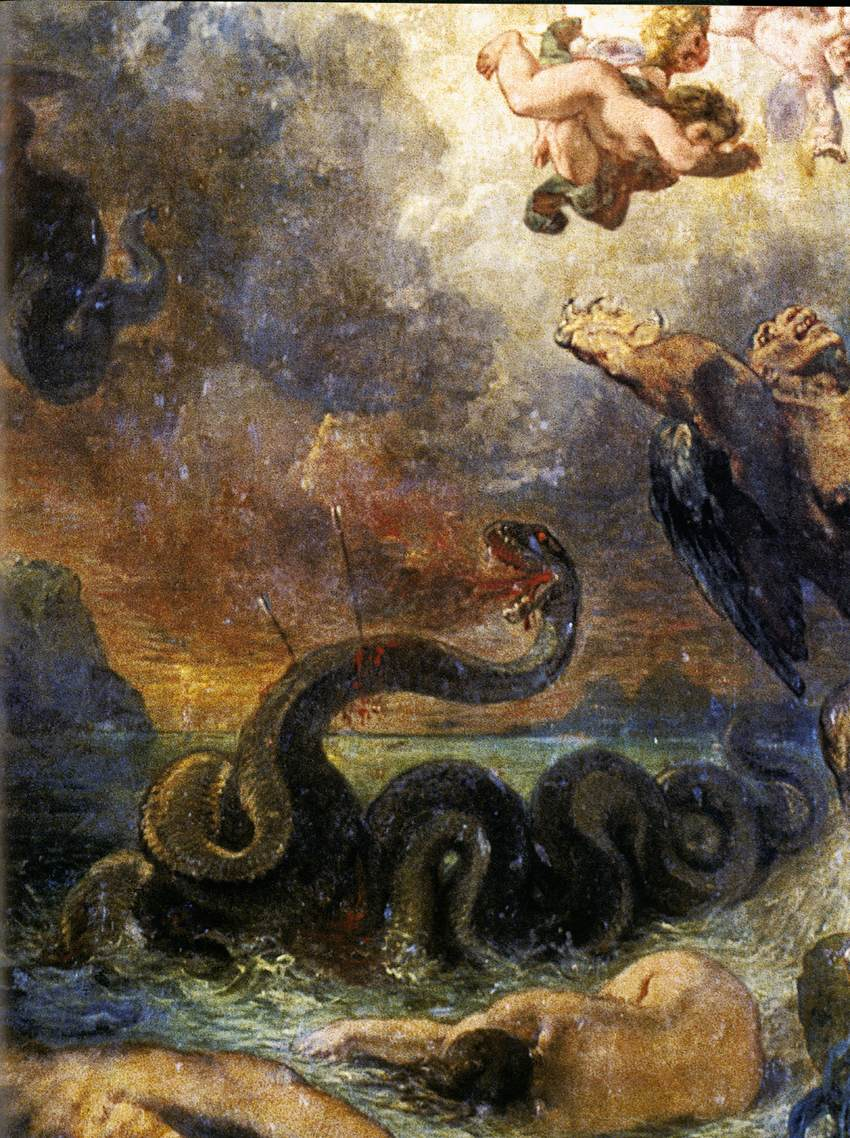
Detalle del cuadro de Eugène Delacroix Apolo combatiendo con la serpiente Pitón (Apollon combattant le serpent Python, 1850 - 1851). Óleo en lienzo. Galería de Apolo del Museo del Louvre.

En la mitología griega, Pitón (en griego Πύθων, Pýthon) era una gran serpiente que participa en las leyendas de la fundación del santuario del oráculo de Delfos. Llamada «serpiente divina», según Simónides y otros autores el dragón es macho, pero en las versiones más antiguas era una hembra. Dícese que cuando la tierra embarrada por el diluvio reciente volvió a calentarse con los rayos del sol produjo todo tipo de especies animales, así como también nacieron monstruos. Así la Tierra, sin concurso de varón y sin haberlo deseado, engendró a esta serpiente de inmenso tamaño que fue el terror de los pueblos recién creados.
Unos dicen que Apolo, que había aprendido de Pan el arte adivinatoria, llegó a Delfos —entonces era Temis quien profetizaba—, y como la serpiente Pitón que guardaba el lugar le impedía acercarse a la sima, la mató y se adueñó del oráculo. La serpiente —aunque monstruosa no era más que una criatura de pocos días— tenía el lomo moteado, el color del vino y estaba cubierta con sombrío laurel de buenas hojas como coraza. En efecto se dice que Apolo, coronado con laurel del Tempe y con una rama en su mano derecha, decidió fundar un santuario al pie del monte Parnaso, cerca de Delfos. En las cercanías se encontraba una fuente y en ella Pitón devoraba tanto animales como hombres. La propia Hera había confiado la custodia de su hijo Tifón a esta serpiente. Comoquiera que Pitón tenía poderes proféticos y era rival para Apolo, este decidió eliminar a su rival asaeteándolo hasta la muerte. Los habitantes del lugar dicen que Pitón se pudrió tras su muerte y por eso la ciudad recibió el nombre de Pito. En efecto los de entonces decían pudrirse pythesthai. Se decía que Pitón estaba enterrado debajo del ónfalo del templo de Delfos.
Higino, autor tardío, se refiere a una versión diferente. Nos dice que estaba predestinado que la muerte le sobreviniera a manos de un descendiente de Leto. Zeus finalmente terminó ayuntándose con Leto y cuando Hera se percató de esto, decretó que Leto debería dar a luz en un lugar en donde el sol no brillase. Cuando Pitón se hubo enterado del embarazo de Leto la persiguió con intención de matarla. Pero por orden de Zeus el viento Bóreas llevó lejos a Leto y la dejó en manos de Poseidón. Él la protegió, pero para no faltar al decreto de Hera la llevó a la isla de Ortigia, y cubrió la isla con olas. Pitón, al no localizar a Leto, regresó al Parnaso. Poseidón hizo emerger a la isla de Ortigia y más tarde fue llamada como la isla de Delos; en esa isla Leto alumbraría a Ártemis y Apolo. Cuatro días después de nacer Apolo preparó una venganza por el agravio de su madre. De esta manera fue al Parnaso y mató a Pitón con sus flechas —debido a esta obra es llamado Pitio—. Apolo puso los huesos de Pitón en un caldero, los depositó en un templo e instituyó juegos fúnebres en honor a él mismo, los cuales denominó «Píticos». Por último, según una tradición aberrante, Pitón era hija de Crío, que gobernaba con autoridad en Beocia.